# Rover 75
A Rover 75 egy felső középkategóriás autó, melyet az angol Rover Group, majd az MG Rover Group gyártott, 1998 és 2005 között. Elérhető volt szedán és kombi karosszériával is, a legtöbb elkészült darab elsőkerék-meghajtású volt, de létezett belőle hátsókerék-meghajtású, V8-as motorral szerelt variáns is. 2001-ben bemutatták az MG-emblémás változatát is, MG ZT néven.
Az autót alig több mint egy évig gyártották a Rover Group cowley-i üzemében. Miután a BMW eladta Rover-részvényeit, a gyártás az MG Rover Group longbridge-i gyártósorán folytatódott. A Rover 75-öt 1998-ban mutatták be a Birminghami Autószalonon, a megrendelt darabok leszállítása pedig 1999 februárjában kezdődött meg. Mind a Rover, mind az MG emblémával ellátott változatok gyártása 2005. április 8-án fejeződött be, amikor az MG Rover Group csődeljárás alá került.

## Modelltörténet
A Rover 75 története egy három különböző tervből álló dizájncsomag egyik tagjaként kezdődött, melyeket egy Richard Woolley vezette tervezőcsapat készített a Rover számára. Ezek között volt egy Flagship (zászlóshajó) nagy méretű szedán, az Eric kisebb autó, valamint a 75. Ezek közül csak a 75-ből lett valódi modell. Az előzetes tervek szerint a Rover 75 a Rover 600 átalakított, modernizált változata lett volna, miután azonban a BMW felvásárolta a Rover Groupot, eldőlt, hogy a 600-as sorozat által használt Honda padlólemez nem kerülhet ismét felhasználásra, és teljesen új modellt fog fejleszteni a cég, az alapoktól.
A gyáron belül R40 kódnév alatt futó fejlesztési folyamat jól haladt, a BMW komolyabb beavatkozása nélkül. A klasszikus járműveket idéző formaterv a BMW és a Rover vezetőinek tetszését is elnyerte, mivel mindkét fél úgy gondolta, hogy az remekül illik a nagy múltú gyárhoz és annak imázsához. A tervezés során forradalmian új technológiákat használtak fel, ilyen volt például a háromdimenziós, virtuális valóság alapú összeszerelés-szimulátor, melynek célja az volt, hogy a gyártás megkezdésekor a lehető legjobb összeszerelési minőséget nyújtsák a vásárlóknak.
A kocsit eleinte 1,8 és 2,5 liter közötti hengerűrtartalmú benzin- és dízelmotorokkal szerelték. A benzinesek között volt egy 1,8 literes K-szériás, soros négyhengeres, valamint két négy vezérműtengelyes, szintén K-szériás V6-os, melyek közül az egyik egy rövid löketű 2,0 literes, a másik pedig egy 2,5 literes volt. A 2,0 literest később károsanyag-kibocsátási szempontok miatt leváltotta egy 1,8 literes turbómotor. A kínálat egyetlen dízelmotorját a BMW 2,0 literes, soros négyhengeres M47-es erőforrása jelentette.
A Rover 75 kétfajta sebességváltóval készült, az egyik egy Getrag 283 típusú ötsebességes manuális volt, mely a német vállalat újonnan épült olaszországi üzemében készült, Bariban. A másik egy JATCO ötsebességes automata egység volt, melynek ez volt az egyik első alkalmazása keresztben elhelyezett motor esetében.
A megfelelő fékhatásról négy tárcsafék gondoskodott, négycsatornás Bosch 5.7 ABS-szel és elektronikus fékerőelosztóval kiegészítve. A kézifék bovden és a hátsó féktárcsákba integrált dobok segítségével működött.
Az első felfüggesztés MacPherson rugóstagok alkották, könnyűfém alsó lengőkarokkal, hátra pedig annak a többlengőkaros BMW "Z" felfüggesztésnek egy modernebb változata került, mely a BMW Z1-ben mutatkozott be először, 1988-ban. Az autó felfüggesztését úgy tervezték, hogy a lágy rugózás mellett precíz és könnyű irányíthatóságot biztosítson a sofőrnek. Ezt az egyes piacokon eltérő hangolással árultak, az adott ország vásárlóközönségének elvárásaitól függően, de az MG ZT futóműbeállításai is eltérőek voltak a Rover 75-étől.

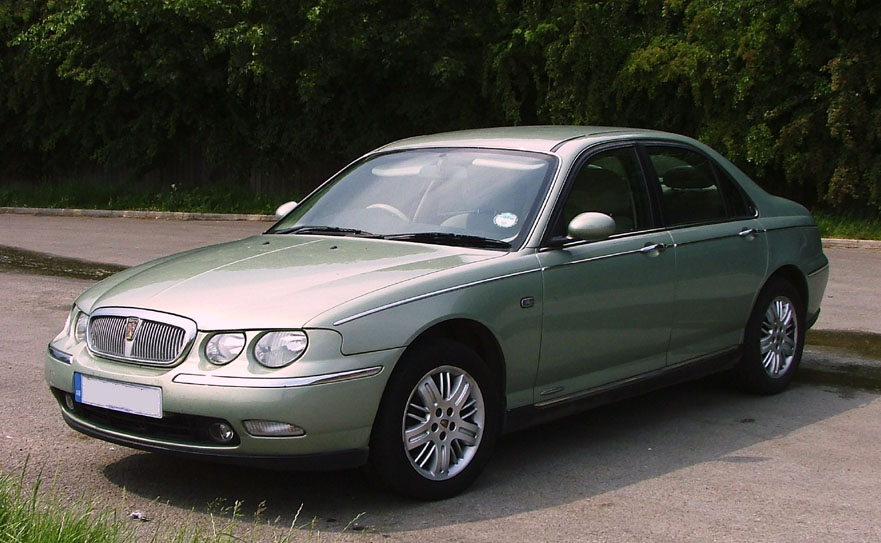
Rover 75, 1.8 Club SE, (1999–2003)

A bemutatáskor a hasonló méret, a váltóalagút hasonló megoldása és a BMW-től átvett hátsó futómű miatt sokan úgy gondolták, hogy a Rover 75 és az akkori 5-ös BMW ugyanarra a padlólemezre épül, ez azonban nem igaz. A Rover mérnökei valóban a BMW megoldását vették alapul a váltóalagút kialakításakor, de saját fejlesztéseiken keresztül alakították azt át úgy, hogy elsőkerék-meghajtású autóban is alkalmazható legyen.
Bemutatásakor a Rover 75 sok dicséretet kapott a dizájnja miatt, több rangos formatervezési díjat is elnyert, egyet ezek közül Olaszországban. Egyes szakírók azonban úgy gondolták, hogy az autó megjelenése túlságosan is régies, főleg közvetlen riválisaihoz hasonlítva, és a Rover a tervezéskor leginkább az idősebb vásárlókra gondolt.
Az összeszerelés eredetileg Cowleyban történt, de 2000-ben, amikor a BMW eladta a Rovert a Phoenix Venture Holdingnak, a gyártás áttevődött Longbridge-be, Birminghambe. 2001-ben bemutatták a Rover 75 Tourer kombit, melyet a szedánnal együtt fejlesztettek ki, de a BMW nem hagyta jóvá a forgalmazását. Nem sokkal később megjelentek az MG-emblémás változatok, MG ZT és MG ZT-T néven, melyek a Rover 75 valamelyest sportosabb kinézetű és sportosabban hangolt futóművel rendelkező variánsai voltak. 2000 és 2003 között meglehetősen kevés változáson ment át az autó. Az egyik legjelentősebb az volt, amikor a 2,0 literes V6-os motor helyét átvette egy 1,8 literes, soros négyhengeres turbófeltöltős darab, melynek a célja az volt, a Rover "zöldebbé" tegye gyártott modelljeinek flottáját, ezzel adókedvezményeket szerezve. Emellett elindult a Monogram program, mely lehetővé tette a vásárlók számára, hogy az addigiakhoz képest sokkal szabadabban variálják az általuk megrendelt modell fényezését, belsőterét és a hozzá rendelt extrák listáját. Meglepő módon a kocsi Mexikóban is elérhetővé vált, ezzel ez lett az első Rover modell a Sterling után, mely megvásárolható volt Észak-Amerikában.
2002 júniusától az autóhoz megjelent egy LPG-gázszett, melyet az MG Rover Group is jóváhagyott. A márkakereskedésekben megrendelt gázszettek esetében az érintett járművekre a továbbiakban is érvényes maradt a hároméves gyári garancia. Az átalakítás teljes ára 2195 font volt, de a brit kormány 60%-os támogatást kínált rá, hogy többen megvásárolhassák.

### Tourer (kombi)

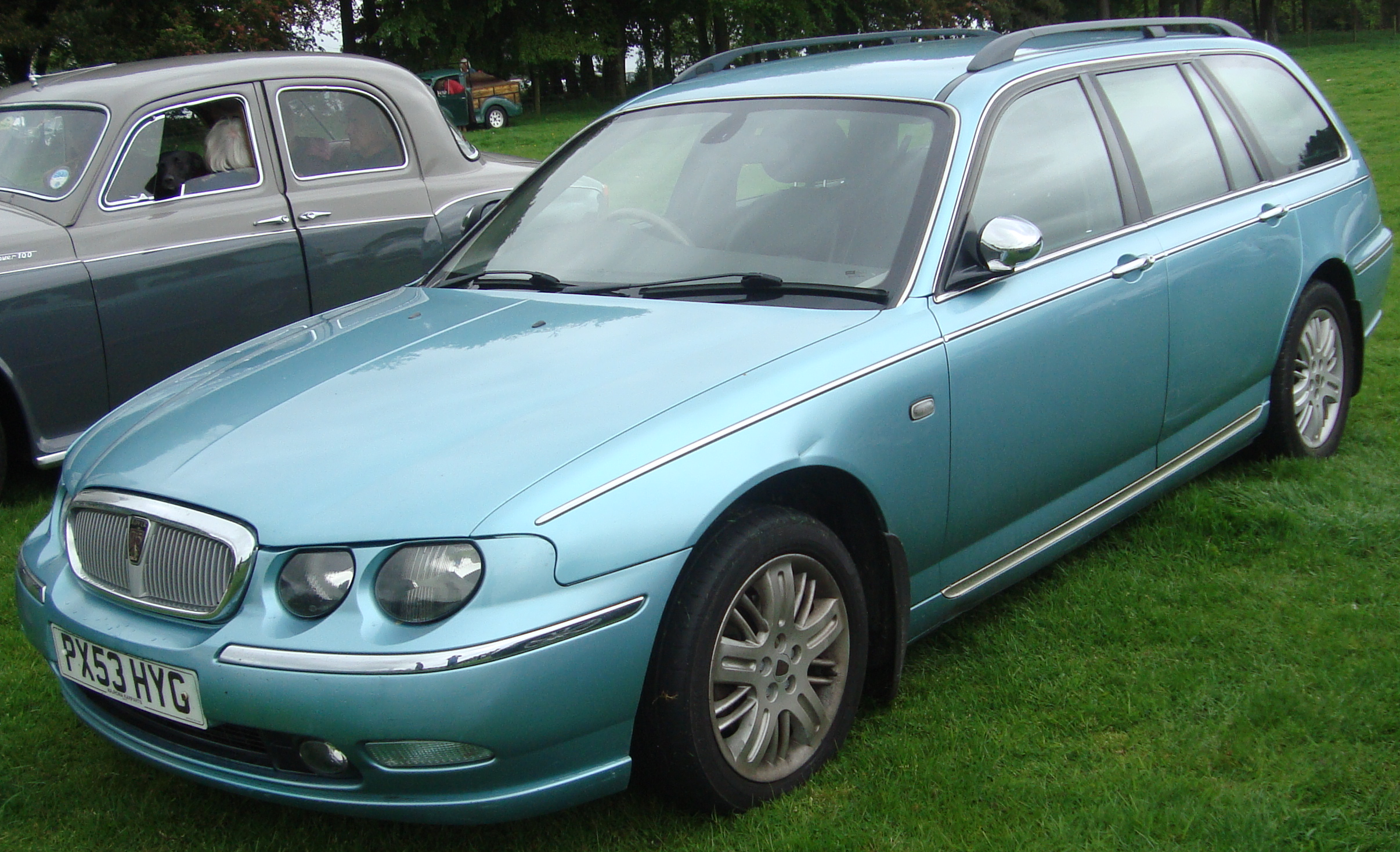
Rover 75 Tourer (kombi)

A Rover 2001-ben mutatta be a 75 kombi változatát a Tourert, mellyel az volt a célja, hogy a szedánnál egy praktikusabb lehetőséget kínáljon a vásárlóknak, megtartva annak elegáns vonalait és luxust sugalló kinézetét. A csomagtérajtón az ablak külön nyitható volt, így kisebb tárgyak ki és bepakolásánál nem kellett az egész ajtót kinyitni. A csomagtér 1480 mm széles és 2060 mm hosszú volt, mely 400 és 680 liter közötti űrtartalmat jelentett. A 60:40 arányban dönthető hátsóülések lehajtásával és a szám 1222 literre nőtt, mely körülbelül a rivális kombik szintjén mozgott.
| Modell                  | Szedán | Limuzin        |
| ----------------------- | ------ | -------------- |
| Rover 75                | 432 l  | 400 l – 1222 l |
| Alfa Romeo 156          | 378 l  | 360 l – 1180 l |
| Audi A4                 | 440 l  | 390 l – 1250 l |
| Jaguar X-Type           | 452 l  | 465 l – 1415 l |
| Lexus IS                | 400 l  | 343 l – 1000 l |
| Mercedes-Benz C osztály | 430 l  | 465 l – 1510 l |
| Saab 9-3                | 425 l  | 419 l – 1273 l |

A praktikum növelése érdekében a Tourer rendelhető volt önszintező hátsó futóművel, valamint kiegészítő rejtett rekeszekkel és gyári csomagrögzítő felszerelésekkel készítették. Utóbbi négy a padlón elhelyezett krómozott akasztószemből és két, az oldalfalon található kihúzható kampóból állt. A könnyű pakolhatóságot tovább segítette a csomagtér mindössze 544 mm-es küszöbmagassága, ráadásul a tetőcsomagtartó is 100 kg-ig terhelhető volt, amivel a Tourer a korabeli riválisok fölé nőtt.

### Hosszú tengelytávú változat
2002-ben megjelent a Rover 75 hosszított változata, mely eleinte a Vanden Plas nevet kapta, majd átkeresztelték Limousine-ra. Az ilyen járművekre specializálódott S. MacNeille & Son Limited cég segítségével kifejlesztett modell padlólemezének hátsó része 200 mm-rel hosszabb lett és a hátsó ajtók is nagyobbak lettek. Elölnézetből az autó különlegességéről kizárólag a "luxus hűtőrács" árulkodott. A kizárólag a legmagasabb, Connoisseur felszereltségben kapható Limousine-ok eleinte az S. MacNeille műhelyében készültek, de a cég anyagi gondjai miatt a gyártás később áttevődött Longbridge-be, a többi Rover 75 mellé.
A 75 Limousine egy időben a brit kormány egyik legnépszerűbb autója volt. Több politikus is közlekedett sofőrös Roverekkel, többek között Tony Blair flottájában is volt egy miniszterelnöksége idején, de soha nem látták benne utazni. Alistair Darling parlamenti képviselőt azonban látták egy luxus hűtőrácsos Rover 75-ben, mely több mint valószínű, hogy Limousine kivitel volt.

### Rover V8

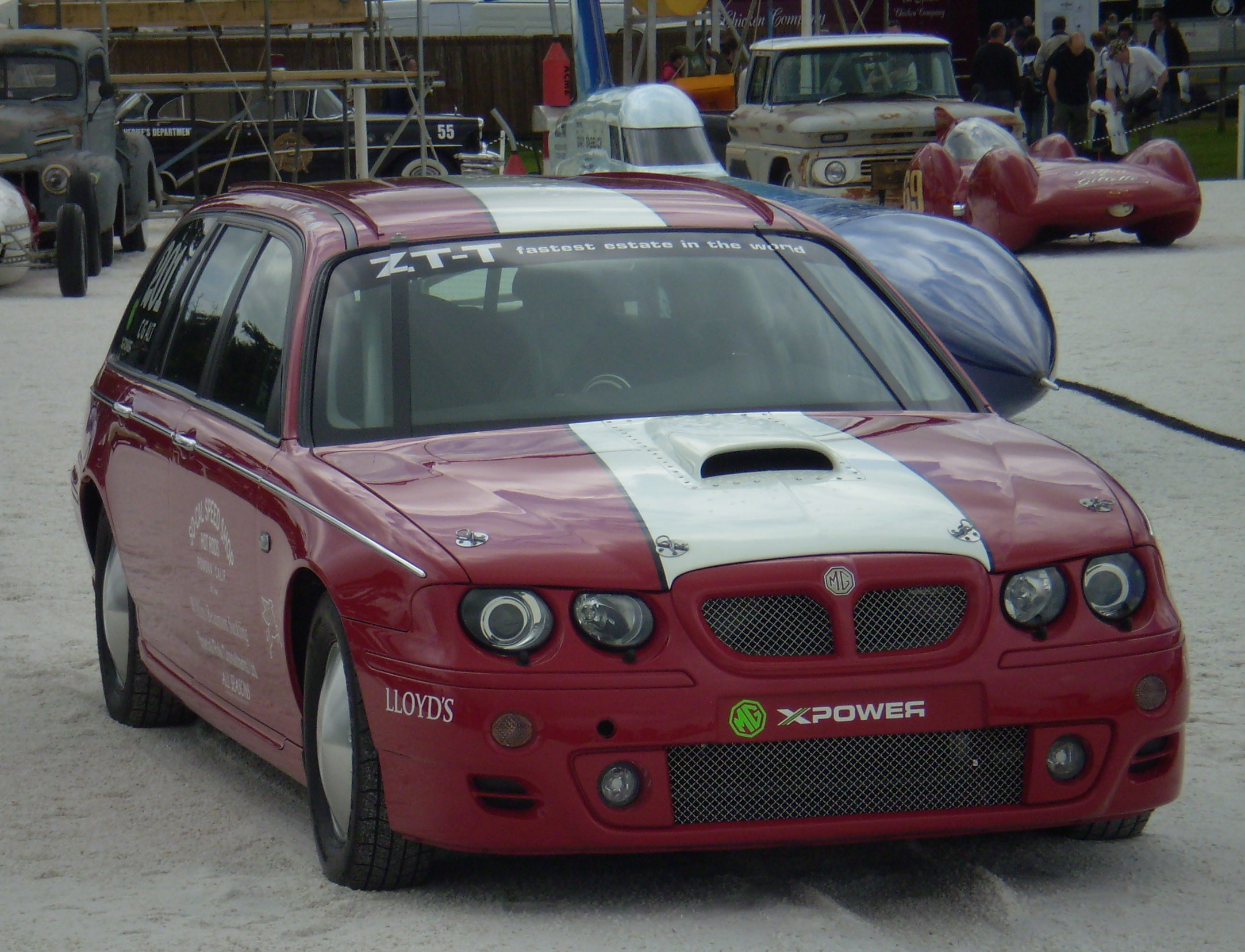
A sebességrekordot felállító, átalakított MG ZT

A Rover a 2004-es Genfi Autószalonon bemutatott egy V8-as változatot a Rover 75-ből. A média által dicsért modell hátsókerék-meghajtású volt, melynek padlólemezét szintén az MG Rover Group tervezte. A kocsi emellett egyedi hűtőrácsot is kapott, mely egészen a lökhárító aljáig húzódott, hasonlóan az Audi által később bemutatott singleframe hűtőrácsokhoz.
Az autó többek között azért készült el, hogy az MG Rover Group megmutassa, hogy képes egyedit alkotni, ezzel felkeltve az esetleges fejlesztői partnerek figyelmét. Az eredeti Rover 75-ön több változtatást is kellett eszközölni, hogy be tudja fogadni a 4,6 literes Ford Modular motort. A V8-as változatok a hagyományos gyártószalagon készültek, majd a megfelelő munkaszakaszban lekerültek onnan, hogy elvégezhessék rajtuk a méretes motor és hátsókerék-meghajtás miatti változtatásokat. Ezután visszakerültek arra a futószalagra, ahol a belsőtér berendezéseit szerelték be. Alig 900 ilyen változat készült, mind Rover 75, mind MG ZT modellnév alatt, szedán és kombi karosszériával is. Az eltérő hajtáslánc mellett a kocsi a hagyományosnál erősebb futóművel készült, hogy elbírja a többletterhelést, és a fűtő és szellőztető rendszere is más volt, mint a hagyományos 75-é. Kívül a nagyobb hűtőrács mellett mindössze a négy kipufogóvég és néhány felirat árulkodott arról, hogy a kocsit V8-as motorral szerelték.
2003 szeptemberében egy komoly átalakításokon átesett, X-15 néven ismert MG ZT-T V8 megdöntötte a nem sorozatgyártott kombik gyorsasági rekordját a Bonneville sós síkságon, 363,082 km/h-s sebességet elérve. A motor 6 literesre volt bővítve és 776 lóerős (570 kW) volt, de nem volt rajta feltöltő.

### Modellfrissítés

#### Külső
2004 elején a Rover 75 modellfrissítésen esett át, hogy az autó kevésbé legyen régies és jobban megfeleljen az európai igényeknek és ízléseknek. Ez a kocsi külsején többnyire néhány egyszerűen, a régi helyére felcsavarozható új alkatrészt jelentett. Ilyen volt például a szögletesebbé váló első lökhárító, a keskenyebb króm hűtőrács, a nagyobb külső visszapillantó tükrök, az egyrészes fényszórók, melyekhez már az alapárért cserébe halogén izzók jártak, az átalakult első és oldalsó irányjelzők. A hátsó lökhárítók szintén megújultak és krómozott fogó került a csomagtartófedélre.

#### Belső
A középső, Club felszereltségi csomag kikerült a kínálatból, míg a Connisseur csomagban a tölgyfa berakások kerültek az addigi diófa elemek helyére. Utóbbi a belépőszintű Classic felszereltségi csomagba került át. Emellett megjelent egy új, Contemporary nevű csomag is, mely olyan dolgokat tartalmazott, mint a nagyobb könnyűfém-kerekek, a fényezés színével megegyező berakások, a fekete tölgy díszek és a sportülések. A műszeregység és a műszerfal háttérvilágítása is megújult, a középkonzol minőségérzete pedig javult, csakúgy, mint az ülések oldaltartása. A hátsó ülésekhez való hozzáférés is egyszerűbb lett, nagyobb lábteret kínálva a hátsó utasok számára.

#### Műszaki tartalom
A legjelentősebb technikai változtatás a futóművet érintette, a Rover 75 ugyanis átvette az MG ZT sportosabb futóműbeállításait, ezzel jobb kormányzásérzetet és precízebb irányíthatóságot biztosítva a tulajdonosoknak.

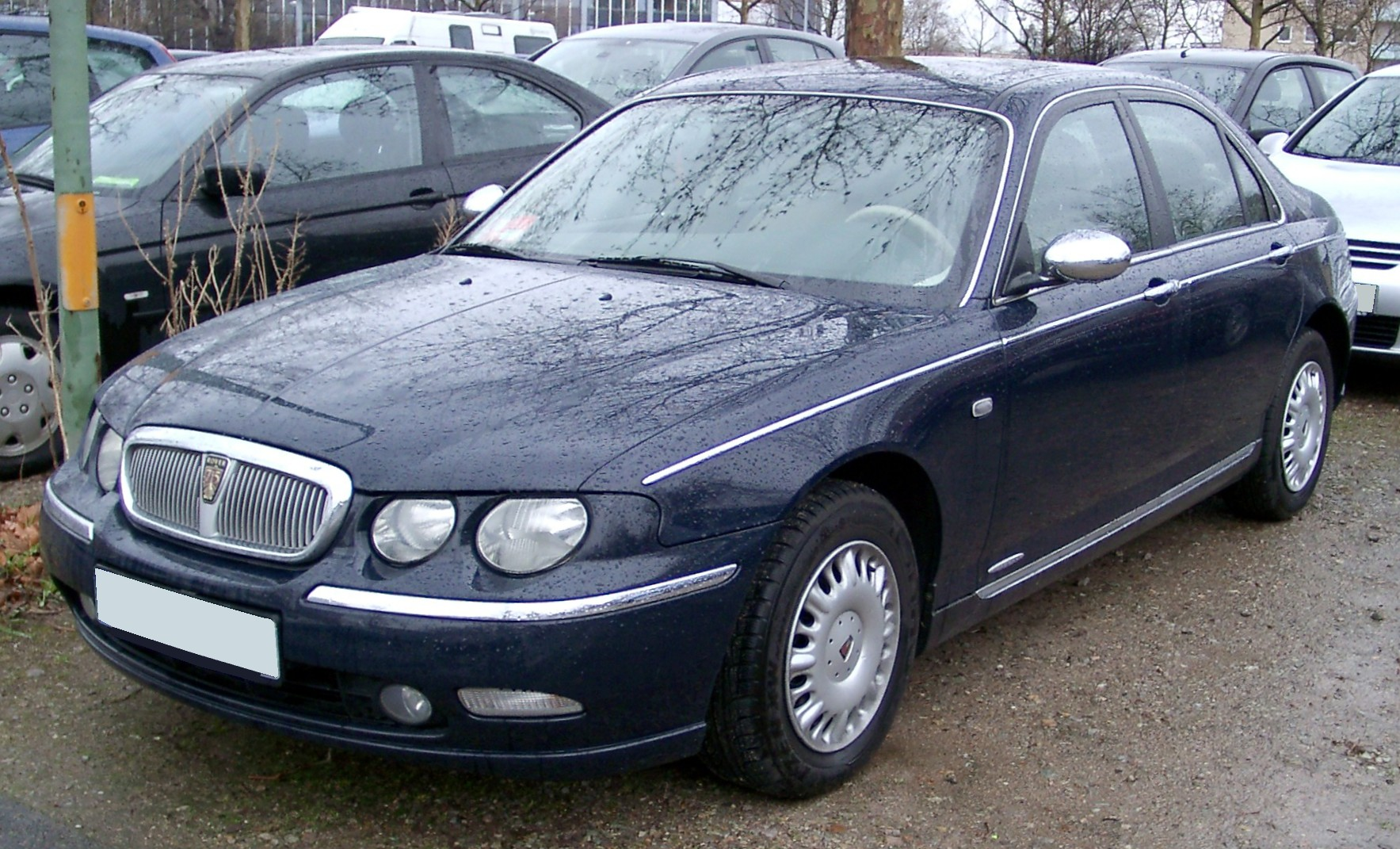
1999–2003 Rover 75
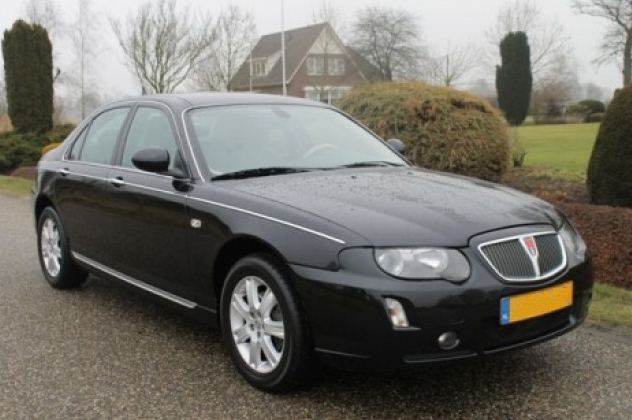
2004–2005 Rover 75
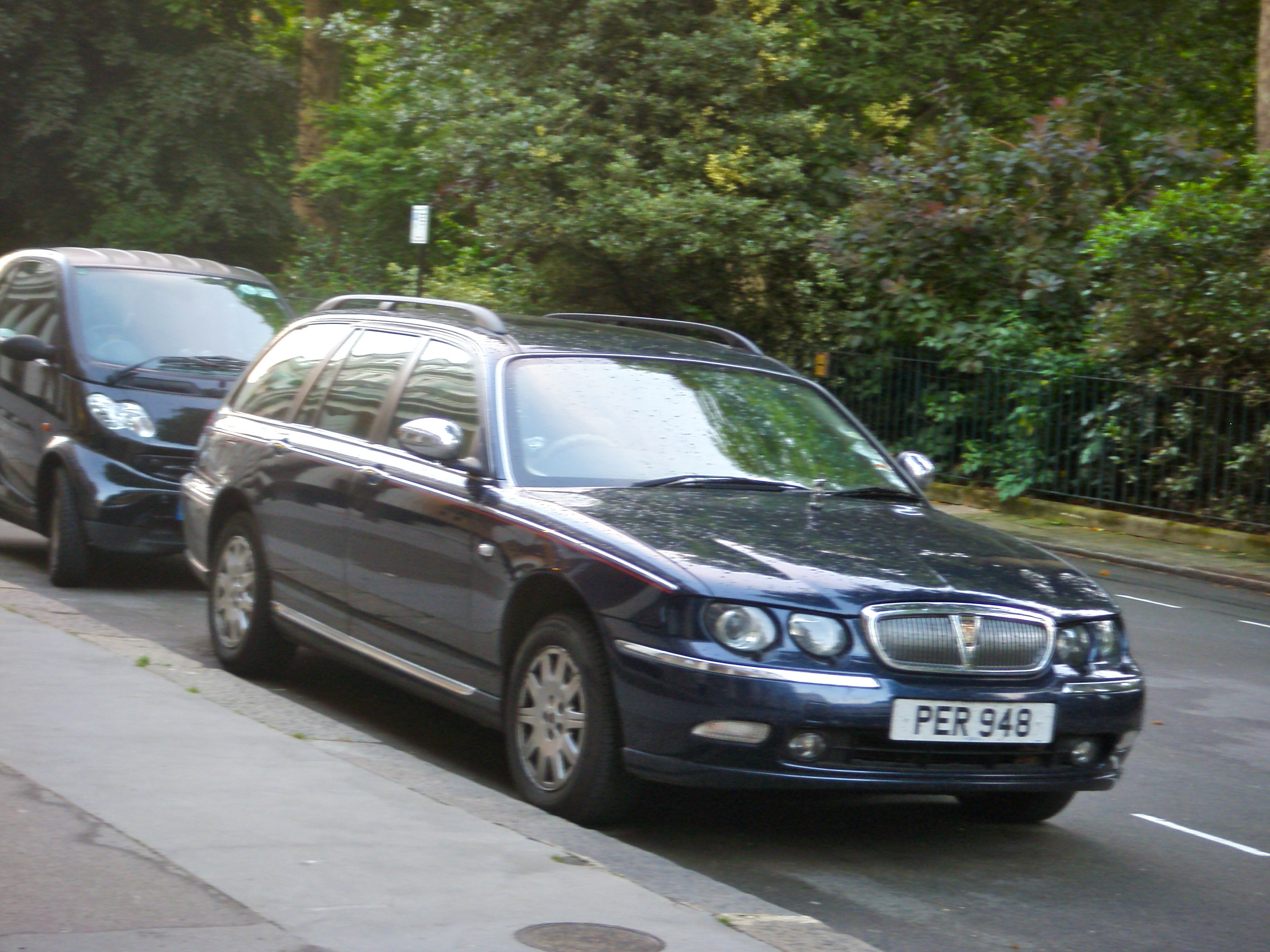
2001–2004 Rover 75 Tourer
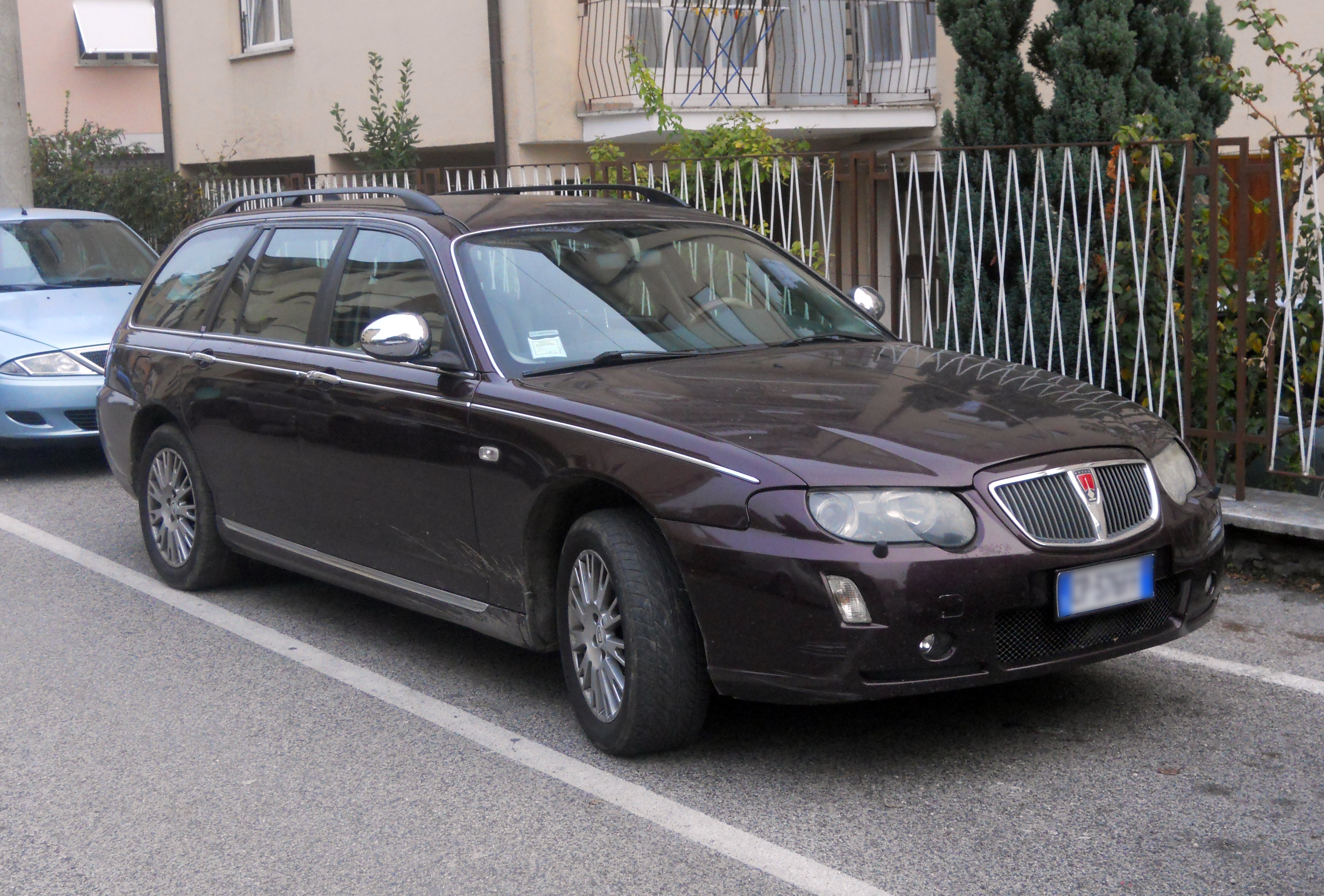
2004–2005 Rover 75 Tourer
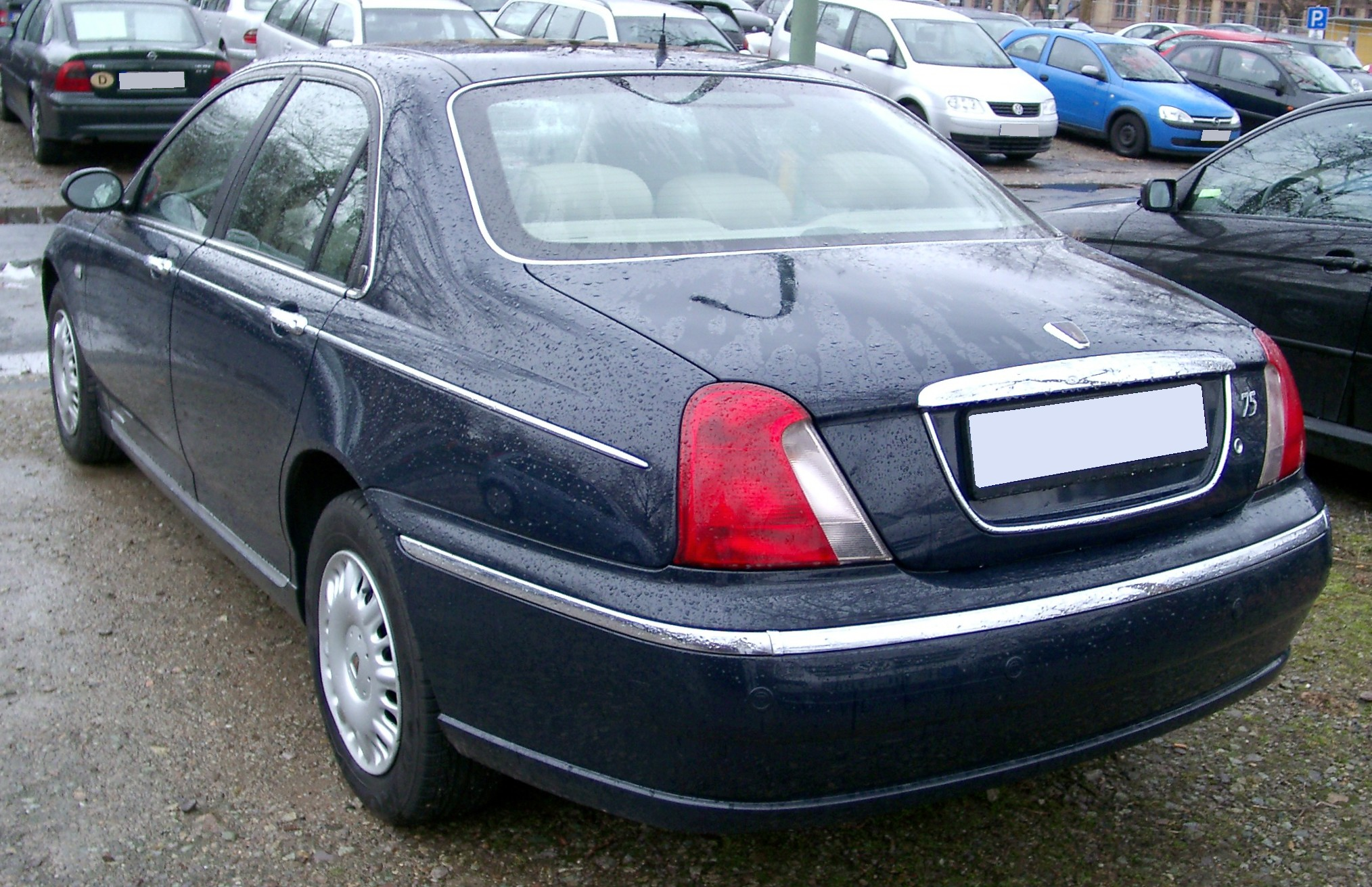
1999–2003 Rover 75
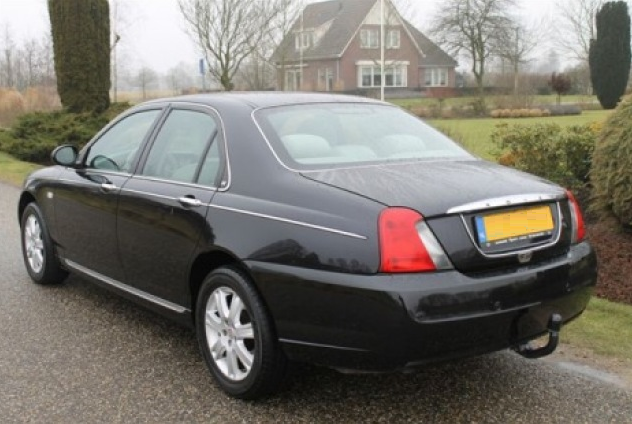
2004–2005 Rover 75
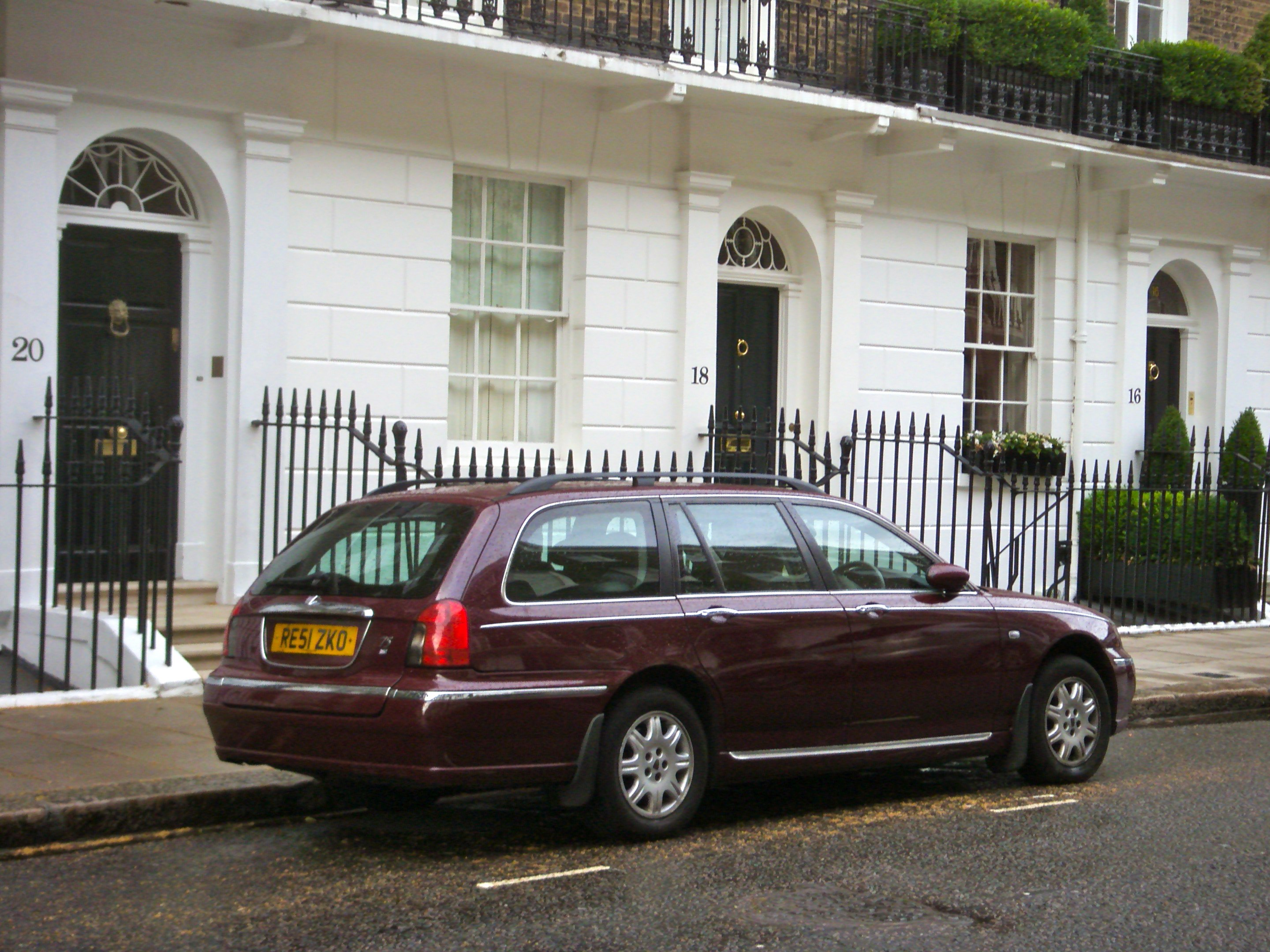
2001–2004 Rover 75 Tourer
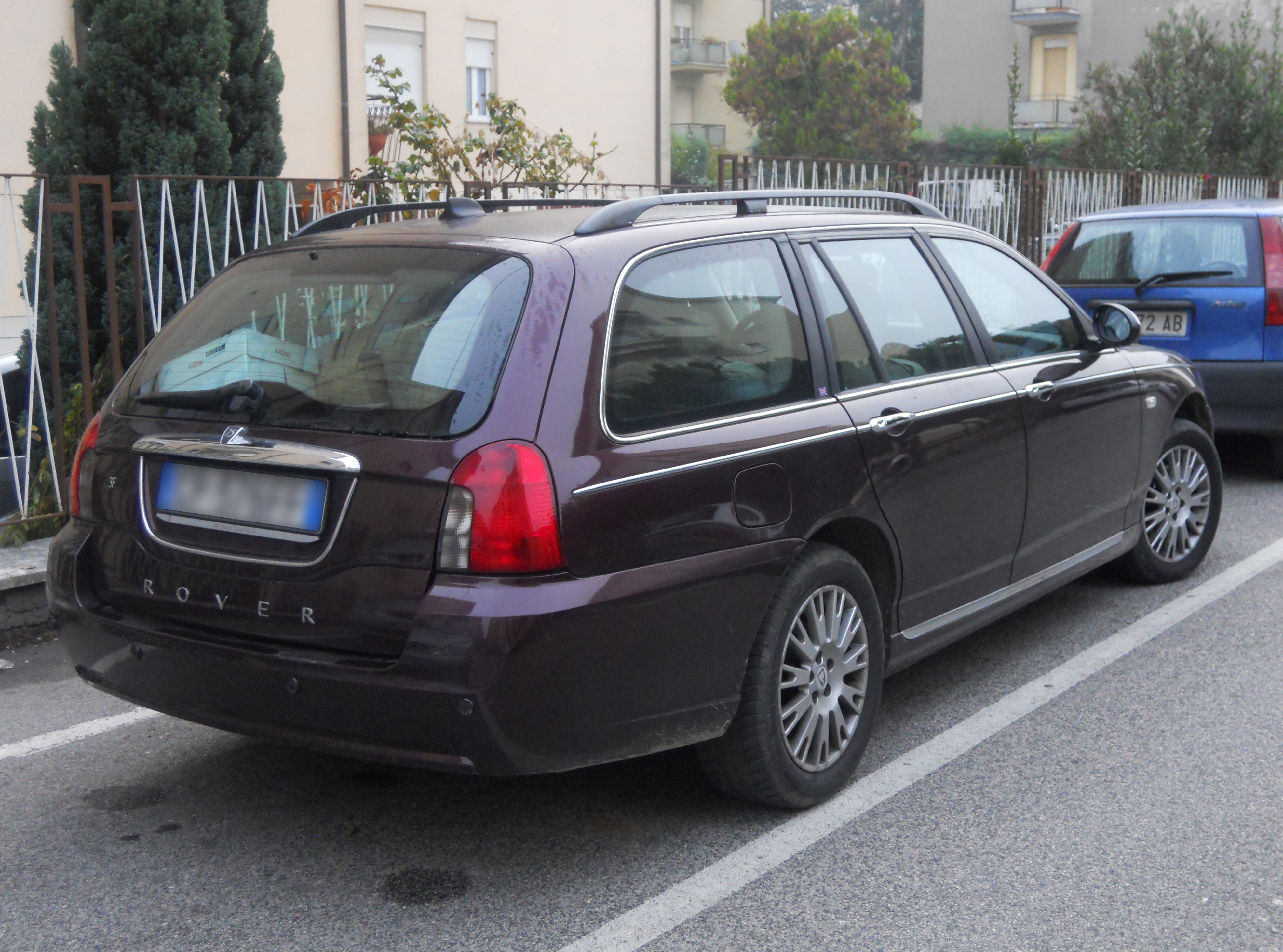
2004–2005 Rover 75 Tourer

## Fogadtatás és népszerűség

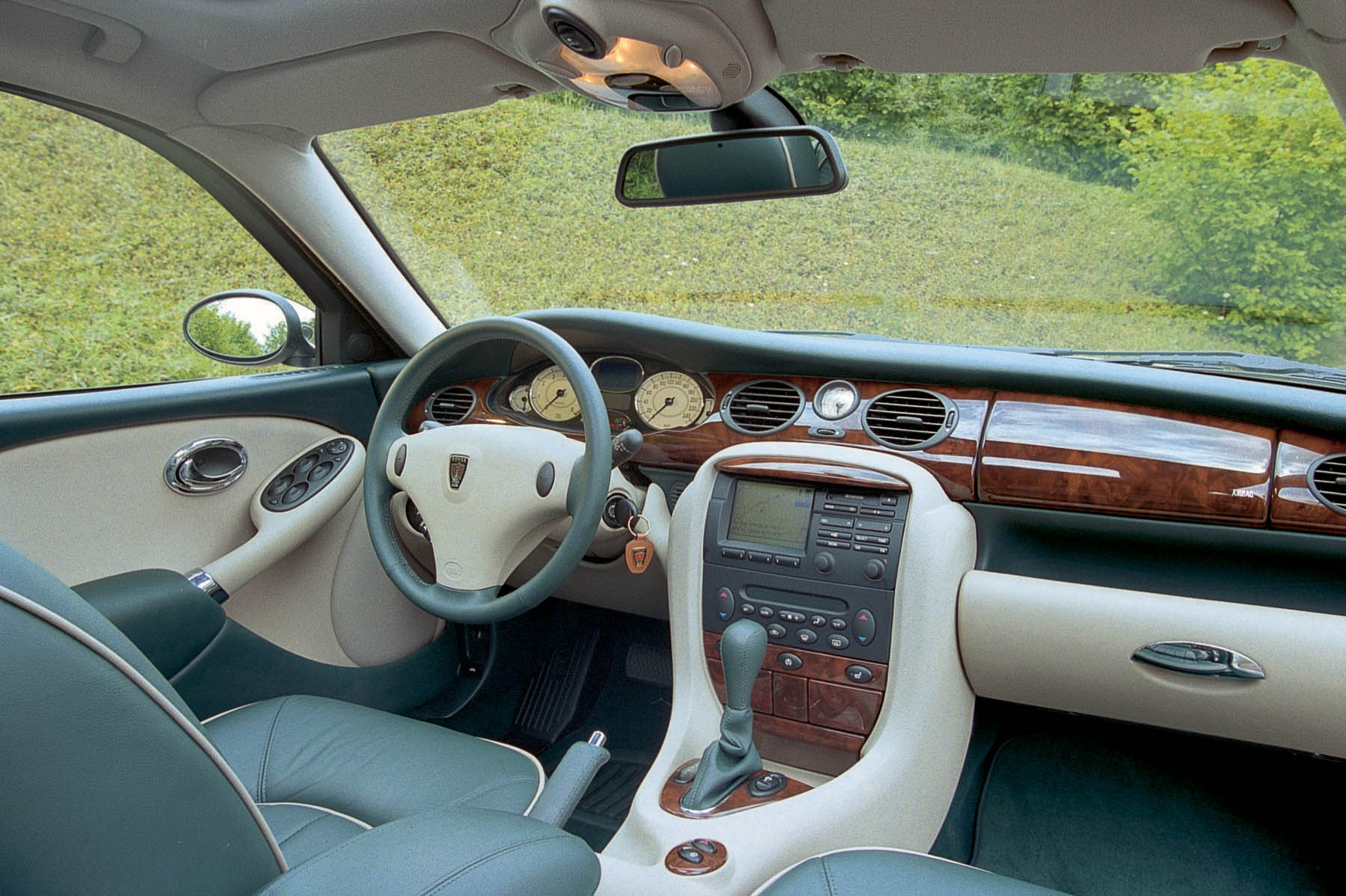
Egy modellfrissítés előtti példány belsőtere

A Rover 75 Birminghami Autószalonon történő bemutatását beárnyékolta a BMW elnökének, Bernd Pischetsriedernek a beszéde, aki keményen kritizálta a brit kormányt a longbridge-i üzem felújításához való hozzáállása miatt. A sajtó képviselői úgy vélték, hogy a BMW megelégelte a folyamatos veszteségeket, mely a Rover részéről éri, ezért szeretné bezáratni a gyárat. Ez számos potenciális vásárlót elriasztott az autó megvásárlásától, mely egyébként jó kritikákat kapott és könnyedén felvette a versenyt a szintén akkor bemutatott Jaguar S-Type-pal.
Az eladások száma 2000-ben kezdett el emelkedni, áprilisban az Egyesült Királyság ötödik legnépszerűbb autója volt az újonnan vásárolt kocsik eladásait figyelembe véve. Még 2005 áprilisában is kelendő volt, amikor a GM Rover Group 2005 áprilisában csődöt jelentett, csak néhány eladatlan darab maradt 2007-re, amikor a Nanjing Automobile a longbridge-i üzem újranyitását tervezte.
A biztonsági felszerelések, teljesítményadatok és fenntartási költségek kombinációjának köszönhetően 2011-ben a Rover 75-re kötött biztosítások voltak a legolcsóbban minden korcsoporton belül az Egyesült Királyságban. Egy ugyanebben az évben végzett felmérés szerint a BMW motoros változat volt kategóriájában a legköltséghatékonyabb dízel.

### Szereplései a populáris kultúrában
- A Rover 75 gyakori látvány a Kisvárosi gyilkosságok című sorozat nézői számára, mivel az évadok során négy különböző darab is feltűnt belőlük: három modellfrissítés előtti és egy modellfrissítés utáni. Mindegyik magas felszereltségű és sötét színű volt.
- Modellfrissítés előtti változatok többször is láthatók voltak a BBC Dalziel és Pasco nyomoz című sorozatában. Ezek közül kettő kék, egy pedig ezüst színű volt.
- A Piros lámpák című francia filmthrilleben az egyik főszereplő egy modellfrissítés előtt, 1,8 literes turbós változatot használ.[15]
- A V mint vérbosszú című 2005-ös filmben feltűnik egy modellfrissítés utáni darab, mint rendőrautó.[16]

### Gyártási adatok
| Modellév | Gyártott darabok |
| -------- | ---------------- |
| 1999     | 53 581           |
| 2000     | 31 545           |
| 2001     | 33 883           |
| 2002     | 32 123           |
| 2003     | 30 449           |
| 2004     | 24 156           |
| 2005     | 5 439            |
| Összesen | 211 175          |

## Motorok
A Rover 75-öket és MG ZT-ket a Rover K-szériás soros négyhengeres és V6-os benzines és benzin/gázos motorjai mellett a Ford Modular V8-asaival és a BMW M47-es dízelmotorjaival szerelték. Utóbbi az M47R kódnevet kapta, arra utalva, hogy a Rover mérnökei az eredeti motort némileg átalakították, hogy keresztben is beépíthető legyen a motortérbe és az első kerekeket hajtsa meg.
| Benzinmotorok        | Benzinmotorok | Benzinmotorok                               | Benzinmotorok                          | Benzinmotorok   | Benzinmotorok | Benzinmotorok | Benzinmotorok | Benzinmotorok |
| Évek                 | Gyártó        | Modell                                      | Motor                                  | Teljesítmény    | Nyomaték      | Végsebesség   | 0–100 km/h    | Fogyasztás    |
| -------------------- | ------------- | ------------------------------------------- | -------------------------------------- | --------------- | ------------- | ------------- | ------------- | ------------- |
| 1998–2005            | Rover         | 1.8 manuális                                | 1798 cm³ – soros négyhengeres – szívó  | 120 LE (88 kW)  | 160 Nm        | 195 km/h      | 10,9 s        | 7,8 l/100 km  |
| 1998–2005            | Rover         | 1.8 automata                                | 1798 cm³ – soros négyhengeres – szívó  | 120 LE (88 kW)  | 160 Nm        | 190 km/h      | 12,3 s        | 9,4 l/100 km  |
| 1998–2002            | Rover         | 2.0 V6 manuális                             | 1998 cm³ – V6-os – szívó               | 150 LE (110 kW) | 185 Nm        | 210 km/h      | 9,6 s         | 9,4 l/100 km  |
| 1998–2002            | Rover         | 2.0 V6 automata20 00 w 6 Bezines 6 hengeres | 1998 cm³ – V6-os – szívó               | 150 LE (110 kW) | 185 Nm        | 204 km/h      | 10,8 s        | 10,3 l/100 km |
| 2002-2005            | Rover         | 1.8 T manuális                              | 1798 cm³ – soros négyhengeres – turbós | 150 LE (110 kW) | 215 Nm        | 210 km/h      | 9,1 s         | 7,8 l/100 km  |
| 2002-2005            | Rover         | 1.8 T automata                              | 1798 cm³ – soros négyhengeres – turbós | 150 LE (110 kW) | 215 Nm        | 204 km/h      | 9,7 s         | 8,9 l/100 km  |
| 1998–2005            | Rover         | 2.5 V6 manuális                             | 2,498 cm³- V6-os – szívó               | 177 LE (130 kW) | 240 Nm        | 230 km/h      | 8,2 s         | 9,6 l/100 km  |
| 1998–2005            | Rover         | 2.5 V6 automata                             | 2498 cm³ – V6-os – szívó               | 177 LE (130 kW) | 240 Nm        | 216 km/h      | 8,9 s         | 10,5 l/100 km |
| 2002–2005            | Rover         | 2.5 V6 automata, hosszú tengelytávú         | 2498 cm³ – V6-os – szívó               | 177 LE (130 kW) | 240 Nm        | 216 km/h      | 9,9 s         | 10,6 l/100 km |
| 2003–2005            | Ford          | 4.6 V8 manuális                             | 4601 cm³ – V8-as – szívó               | 260 LE (190 kW) | 410 Nm        | 249 km/h      | 6,2 s         | 12,2 l/100 km |
| 2003–2005            | Ford          | 4.6 V8 automata                             | 4601 cm³ – V8-as – szívó               | 260 LE (190 kW) | 410 Nm        | 243 km/h      | 7,0 s         | 12,8 l/100 km |
| Benzin/gázos motorok |               |                                             |                                        |                 |               |               |               |               |
| Évek                 | Gyártó        | Modell                                      | Motor                                  | Teljesítmény    | Nyomaték      | Végsebesség   | 0–100 km/h    | Fogyasztás    |
| 2002–2005            | Rover         | 2.5 V6 LPG manuális                         | 2498 cm³ – V6-os – szívó               | 177 LE (130 kW) | 240 Nm        | 216 km/h      | 8,9 s         | 13,3 l/100 km |
| 2002–2005            | Rover         | 2.5 V6 LPG automata                         | 2498 cm³ – V6-os – szívó               | 177 LE (130 kW) | 240 Nm        | 216 km/h      | 9,9 s         | 13,3 l/100 km |
| Dízelmotor           |               |                                             |                                        |                 |               |               |               |               |
| Évek                 | Gyártó        | Modell                                      | Motor                                  | Teljesítmény    | Nyomaték      | Végsebesség   | 0–100 km/h    | Fogyasztás    |
| 1998–2005            | BMW           | 2.0 CDT manuális                            | 1951 cm³ – soros négyhengeres – turbós | 116 LE (85 kW)  | 260 Nm        | 190 km/h      | 11,0 s        | 5,5 l/100 km  |
| 1998–2005            | BMW           | 2.0 CDT automata                            | 1951 cm³ – soros négyhengeres – turbós | 116 LE (85 kW)  | 260 Nm        | 190 km/h      | 12,2 s        | 6,9 l/100 km  |
| 1999–2005            | BMW           | 2.0 CDTi manuális                           | 1951 cm³ – soros négyhengeres – turbós | 131 LE (96 kW)  | 300 Nm        | 195 km/h      | 10,0 s        | 5,7 l/100 km  |
| 1999–2005            | BMW           | 2.0 CDTi automata                           | 1951 cm³ – soros négyhengeres – turbós | 131 LE (96 kW)  | 300 Nm        | 190 km/h      | 10,6 s        | 6,9 l/100 km  |
| 1999–2005            | BMW           | 2.0 CDTi automata, hosszú tengelytávú       | 1951 cm³ – soros négyhengeres – turbós | 131 LE (96 kW)  | 300 Nm        | 190 km/h      | 11,8 s        | 6,9 l/100 km  |

## Károsanyag-kibocsátás
A következő táblázatban a Rover 75, illetve korabeli riválisainak károsanyag-kibocsátása kerül összehasonlításra. A hivatalos vizsgálatok után a Rover 75 minden motorja kapott egy pontszámot. A százas skálán a 0 a legtisztább, a 100 pedig a legkárosabb érték.
| Rover modell                   | CO2           | Pontszám      | Rivális modell                                                       | CO2               | Pontszám      |
| Benzinmotorok                  | Benzinmotorok | Benzinmotorok | Benzinmotorok                                                        | Benzinmotorok     | Benzinmotorok |
| ------------------------------ | ------------- | ------------- | -------------------------------------------------------------------- | ----------------- | ------------- |
| Rover 75 1.8                   | 184 g/km      | 50            | Alfa Romeo 156 1.6 T.S. Volkswagen Passat B5 2.0                     | 195 g/km 206 g/km | 52 55         |
| Rover 75 1.8 automata          | 224 g/km      | 60            | Mitsubishi Galant 2.0 automata Subaru Legacy 2.0 automata            | 224 g/km          | 60 61         |
| Rover 75 2.0 V6                | 225 g/km      | 61            | Lexus IS 200 Subaru Legacy 2.5                                       | 233 g/km 230 g/km | 63 62         |
| Rover 75 2.0 V6 automata       | 245 g/km      | 65            | Mercedes-Benz C240 V6 TouchShift                                     | 256 g/km          | 68            |
| Rover 75 1.8 T                 | 193 g/km      | 52            | Honda Accord 2.0i VTEC Peugeot 406 2.2                               | 209 g/km 210 g/km | 56 57         |
| Rover 75 1.8 T automata        | 214 g/km      | 59            | BMW 318i automata Saab 9-3 1.8T automata                             | 220 g/km 221 g/km | 60 59         |
| Rover 75 2.5 V6                | 225 g/km      | 61            | Mitsubishi Galant 2.5 V6 Opel Vectra B 2.6i V6 24v                   | 227 g/km 236 g/km | 61 64         |
| Rover 75 2.5 V6 automata       | 249 g/km      | 66            | Ford Mondeo 2.5i V6 automata Mazda Xedos 9 2.5 automata              | 253 g/km 258 g/km | 68 69         |
| Rover 75 4.6 V8                | 314 g/km      | 81            | Volkswagen Passat 4.0 W8 4MOTION                                     | 317 g/km          | 84            |
| Rover 75 4.6 V8 automata       | 319 g/km      | 83            | Volkswagen Passat 4.0 W8 4MOTION Tiptronic                           | 312 g/km          | 83            |
| Benzin/gázos motorok           |               |               |                                                                      |                   |               |
| Rover 75 2.5 V6 LPG automata   | 214 g/km      | 51            | Volvo S60 2.4 Bi-Fuel LPG Geartronic                                 | 227 g/km          | 61            |
| Dízelmotorok                   |               |               |                                                                      |                   |               |
| Rover 75 2.0 CDT 116           | 163 g/km      | 59            | Peugeot 406 2.0 HDi 90 Saab 9-3 2.2 TiD                              | 150 g/km 164 g/km | 60 65         |
| Rover 75 2.0 CDT 116 automata  | 190 g/km      | 69            | Audi A4 1.9 TDI PD 115 Tiptronic                                     | 184 g/km          | 71            |
| Rover 75 2.0 CDTi 131          | 163 g/km      | 59            | Audi A4 1.9 TDI PD 130 Quattro Mercedes-Benz C 220 CDI               | 175 g/km 170g/km  | 66 63         |
| Rover 75 2.0 CDTi 131 automata | 190 g/km      | 69            | Ford Mondeo 2.0 TDCi 130 automata Opel Vectra B 2.2 DTi 16v automata | 203 g/km 208 g/km | 76 75         |

## Rugalmas elektronikai megoldások
A Rover 75 elektronikai berendezéseit (rádió, navigációs rendszer, televízió, kommunikációs rendszerek, stb.) egy a BMW-től származó számítógép vezérli, így az abból az időből származó BMW modellek berendezései könnyedén beszerelhetők az autóba, beleértve a Bluetooth-rendszert, a DVD-alapú navigációs rendszert, a középkonzol nagy képernyőit és az MP3 lejátszásra is alkalmas CD-lejátszót.

## Biztonság

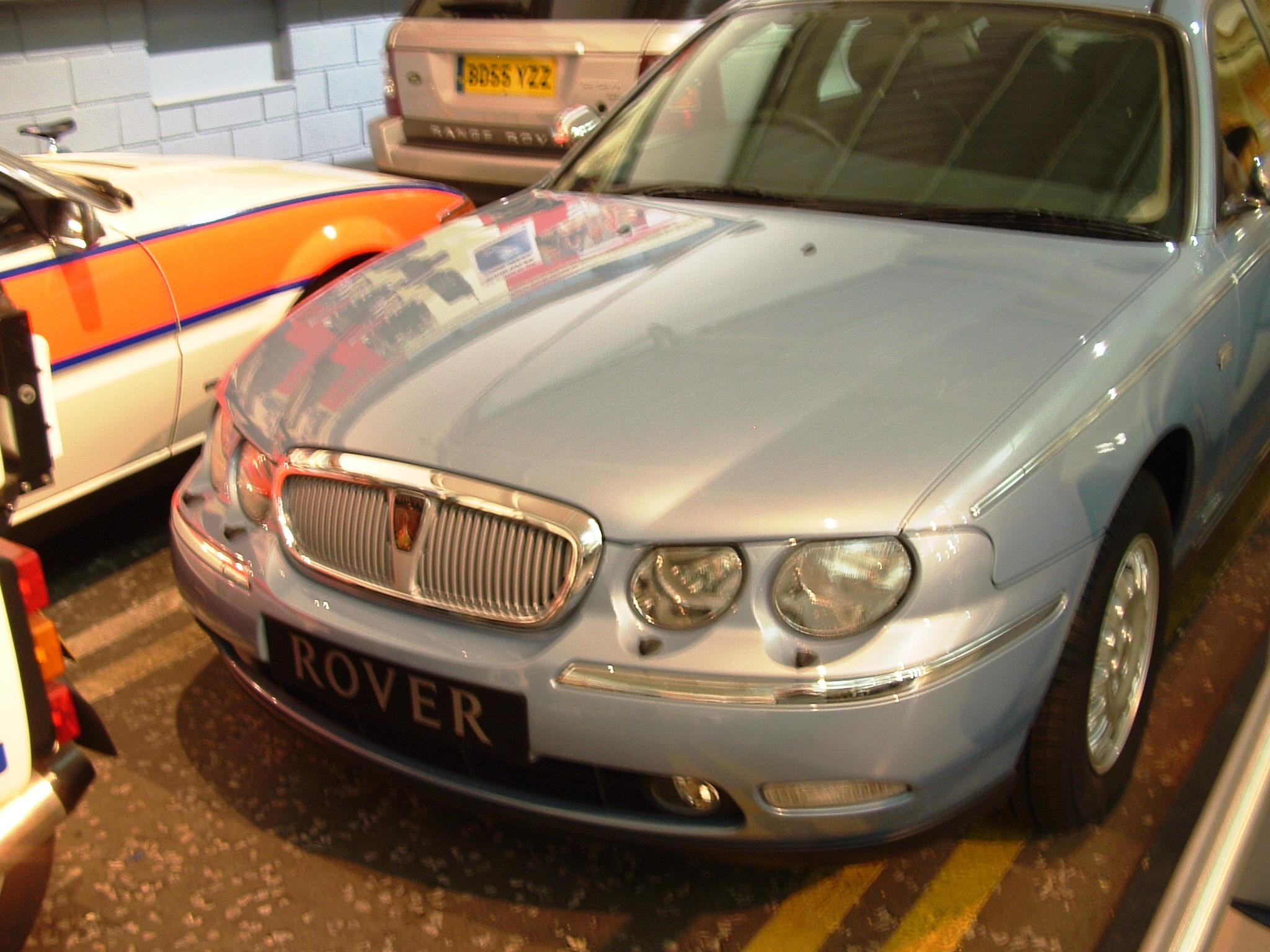
Az első gyártott darab, egy V6 Connoisseur

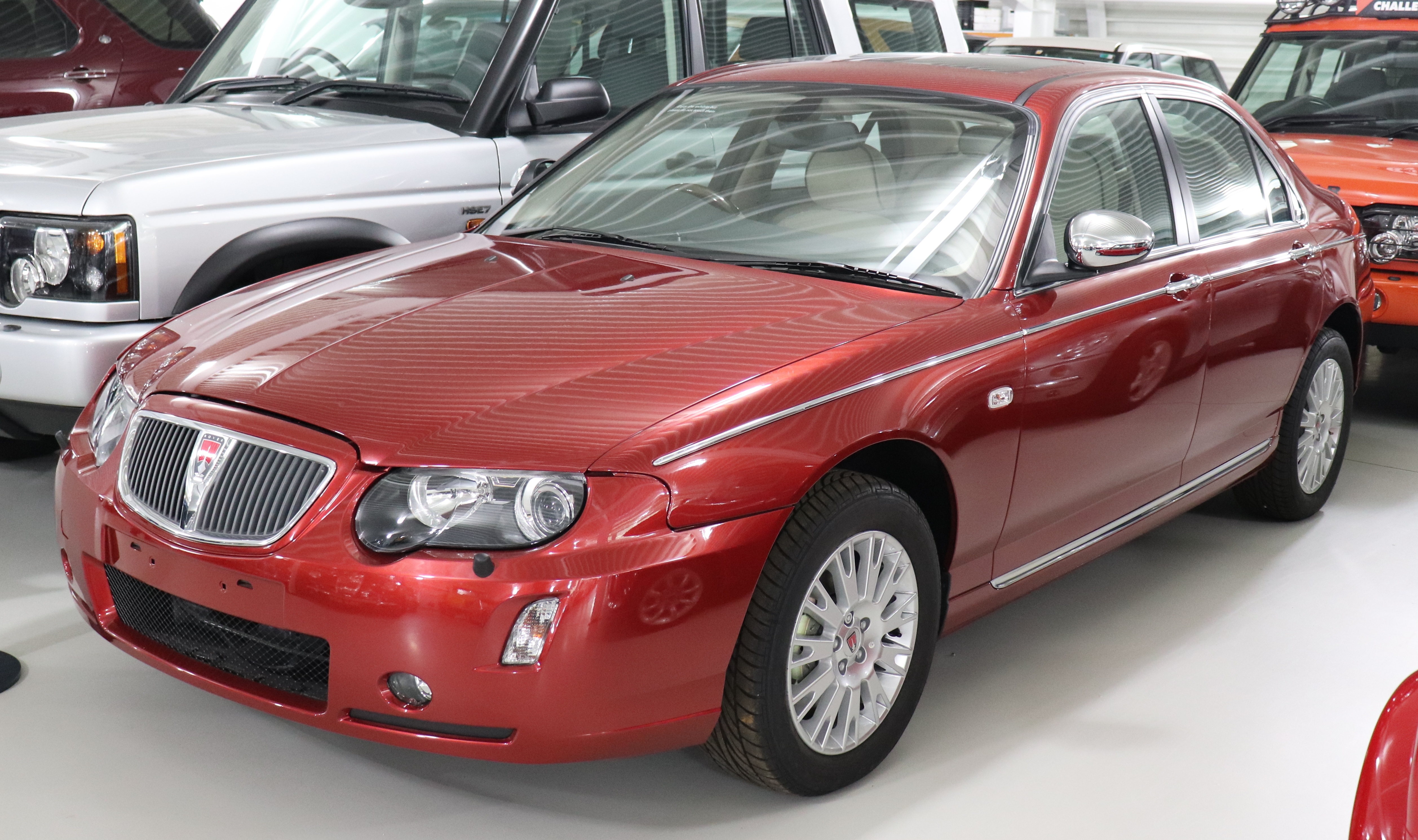
Az utolsó gyártott darab, egy CDTi Connoisseur

A kocsit lábtér- és padlómerevítővel és oldalmerevítőkkel készítették, hogy megakadályozzák a karosszéria összecsuklását ütközés esetén. A vezető- és utasoldali légzsákok, valamint az oldallégzsákok az alapfelszereltség részét képezték, ezek mellett ablaklégzsákok is rendelhetők voltak, de csak felárért. 2005-ben utóbbi is az alapárért cserébe járt. Ha az Euro NCAP törésteszt idején, 2001-ben is alapfelszereltség lett volna az ablaklégzsák, a Rover 75 megkapta volna a legjobb, ötcsillagos minősítést a felnőtt utasok védelmére vonatkozóan. Az autóba emellett négy tárcsafék, ABS, elektronikus fékerőelosztó-rendszer (EBD) és kipörgésgátló (TCS) is járt. Utóbbi csak a 2,0 liter vagy annál nagyobb motorral szerelt modellekhez volt rendelhető, extraként. Azok a változatok, melyekbe a Rover Hi-Line szórakoztató elektronikai rendszere került, sebességtúllépésre figyelmeztető funkció is került. A gyár úgy tervezte, hogy 2006-tól az elektronikus menetstabilizáló (ESC) is az alapcsomag része lesz, de időközben a cég csődbe ment, így leállt a gyártás.
A 75-ön 2001-ben végezték el az Euro NCAP és ANCAP (Ausztrália) törésteszteket, ahol sok riválisánál jobban szerepelt. Többek között az Audi A4, a 3-as BMW, a Citroën Xantia, a Ford Mondeo, a Honda Accord, a Hyundai Sonata, a Jaguar X-Type, a Mazda 6, Mercedes-Benz C osztály, a Nissan Primera, a Saab 9-3, az Opel Vectra, a Peugeot 406, a Toyota Avensis, a Volkswagen Passat és a Volvo S60 is mögötte végzett. A Rover 75 a következő pontszámokat érte el:
| Euro NCAP 2001 75 | Pontszám    | Értékelés |
| ----------------- | ----------- | --------- |
| Felnőtt utas:     | 30 a 36-ból | 4/5       |
| Gyalogos:         | 13 a 36-ból | 2/4       |

| ANCAP 2005 75        | Pontszám       | Értékelés |
| -------------------- | -------------- | --------- |
| Összesen:            | 29,78 a 35-ből | 4/5       |
| Frontális ütközés:   | 13,78 a 16-ból |           |
| Oldalirányú ütközés: | 16,00 a 16-ból |           |
| Bónuszpontok:        | 0,00 a 3-ból   |           |

## Lopásvédelem
A Rover 75-ben alapfelszereltség volt a riasztó, az immobiliser és a távirányítós központi zár. A rövid megállók során az autóból történő lopást az elindulás esetén automatikusan aktiválódó ajtózárak hivatottak megelőzni, melyek szintén alapfelszerelések voltak, de egyes kereskedők deaktiválták őket. A csomagtartó fedél csak a távirányítóról vagy egy belső gomb segítségével volt nyitható, kivéve a kombi változatnál, ahol biztonsági okok miatt egy mechanikus kábeles vésznyitót is elhelyeztek a csomagtérben. A kerekek ellopását biztonsági kerékcsavarok akadályozták meg. A kocsihoz felárért rendelhető volt egy Trackstar nyomkövető berendezés is.
A modell a Thatcham cég új autókra vonatkozó lopásvédelmi tesztjén is átesett, ahol a következő értékeléseket kapta:
| Szedán              | Értékelés |
| ------------------- | --------- |
| Autó ellopása:      | 4/5       |
| Autóból való lopás: | 3/5       |

| Kombi               | Értékelés |
| ------------------- | --------- |
| Autó ellopása:      | 4/5       |
| Autóból való lopás: | 2/5       |

## Vélemények
- Auto Trader [81]

"A 75 legnagyobb problémája az imidzse, mivel a vásárlók látatlanban azt feltételezik, hogy nagyon le van maradva riválisaihoz képest, ez azonban nem is állhatna messzebb az igazságtól, hiszen az autó remekül felveszi a versenyt a prémiumgyártók termékeivel."
- Honest John [82]

Pozitívumok: Minden szögből remekül kinéző autó. Mindene megvan, hogy legendás modellé váljon.

Negatívumok: A K-szériás motorok hűtési problémái, különösen az 1,8 literesek esetében.
- Parker's [83]

Pozitívumok: A Rover kifinomultsága és hagyományőrzése. Szép külső, hívogató, kényelmes belső.

Negatívumok: Csak a középkategóriás Audi, BMW és Mercedes-Benz modelleknek tud valódi riválisa lenni.
- RAC [84]

"A Rover 75 Tourer egyike azon autóknak, melyek minden alkalommal elkápráztatják a tulajdonost, amikor beül. A retro-stílusú műszerek és az aprólékos, kifinomult kidolgozás jó érzéssel töltenek el mindenkit, aki beszáll."
- Verdict on Cars [85]

"Ajánlott vétel. A 75 szedán változata rendelkezik egy olyasféle eleganciával, mely német riválisaiból hiányzik. A fa és bőr használata egy rég elmúlt kort idéznek vissza. A kombi meglepő módon még szebb, mint a szedán és valóban nagyon praktikus."
- What Car? [86]

Pozitívumok: Nagyszerű választás hosszú utakra és úgy nyeli el az úthibákat, mint egy valódi luxusautó. Olcsó, jól felszerelt és praktikus azok számára, akik a régi autók sármját keresik.

Negatívumok: A hátsó utasok csak szűkösen férnek el és a német riválisok jóval precízebb irányíthatóságot kínálnak.
- Which? [87]

Pozitívumok: Kimondottan alacsony árak, erős dízelmotor, gazdag felszereltség, kényelem.

Negatívumok: Változó megbízhatóság, gyors és erős értékcsökkenés, a kereskedőhálózat hiánya, korlátozott garancia.
- Wise Buyer's [88]

"Az elegáns 75-tel a Rover bebizonyította, hogy képes minőségi luxusautót gyártani, mely kifinomult, megbízható, jó vezetni és erőteljes jelenléte van."

## Kínai gyártás

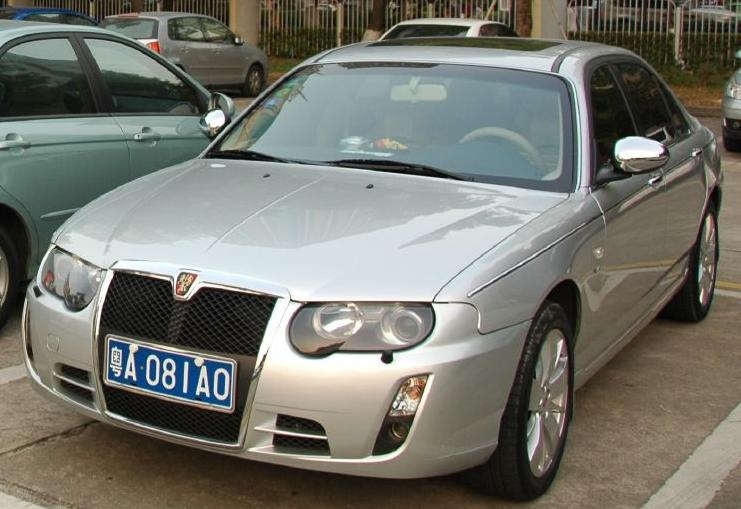
Roewe 750

A Rover 75 és az MG ZT gyártása befejeződött, amikor az MG Rover Group 2005 áprilisában csődöt jelentett. A kocsi terveit felvásárolta a kínai Shanghai Automotive Industry Corporation (SAIC), a gyártáshoz szükséges szerszámok és gépek azonban az MG Rover Group új tulajdonosánál, a szintén kínai Nanjing Automobile (Group) Corporationnél (NAC) maradtak. Utóbbi MG 7 néven kezdte el gyártani az autót, míg a SAIC saját márkát alapított Roewe néven és Roewe 750-re keresztelte saját változatát, mivel a Rover márkanév a Ford birtokába került.
A Roewe 750 2006 márciusában mutatkozott be a Pekingi Autószalonon és a hosszú tengelytávú Rover 75 tervein alapult. Az MG 7 gyártása csak később, 2007 márciusában kezdődött meg. Ez a hagyományos Rover 75 tervei alapján készült, de később bemutattak egy hosszú tengelytávú variánst is, MG 7L néven.

## Külső hivatkozások
- Rajongói oldal